# Brachythecium brotheri
Brachythecium brotheri là một loài Rêu trong họ Brachytheciaceae. Loài này được Paris mô tả khoa học đầu tiên năm 1904.